# Love Spit Love
Love Spit Love var en brittisk rockgrupp bildad 1992 ur askan av The Psychedelic Furs. 
Gruppen splittrades år 2000, vilket ledde till att The Psychedelic Furs återförenades året därpå.

## Historik
Då The Psychedelic Furs splittrats år 1992 bestämde sig sångaren Richard Butler för att flytta till New York. Där kontaktade han gitarristen Richard Fortus, som spelat i bandet Pale Divine - vilka hade agerat förband åt Psychedelic Furs under deras sista USA-turné. De två började arbeta på vad Butler trodde skulle bli hans första soloalbum. Duon tog hjälp av trummisen Frank Ferrer att vidareutveckla materialet de hade. Ju mer låtarna tog form, desto snabbare försökte Butler sätta ihop ett nytt band. Bandnamnet hämtades från en konstutställning som ägde rum i New York under år 1991.
Då de skulle spela in sitt debutalbum tog de in Butlers bror Tim på bas, och även Tim hade spelat i Psychedelic Furs tidigare. Tim skrev sex av låtarna på albumet. Det färdiga självbetitlade albumet släpptes i augusti 1994 av Imago Records. Den första singeln hette Am I Wrong och fick ett varmt mottagande både i radio och på MTV. Låten kom senare att spelas i filmen Angus.

## Karriären tar fart
Butler och Fortus gick med på att börja turnera under mitten av 1994. Under slutet av turnén tog de in en ny basist vid namn Lonnie Hillyer. Under hösten uppträdde de i TV-programmet The Jon Stewart Show, där de framförde låten som utgjorde deras andra singel - Change in the Weather.
Under slutet av 1995 fick de chansen att göra musik till filmen Den onda cirkeln, vilket resulterade i att de gjorde en cover på The Smiths-låten How Soon Is Now?. Efter många om och men spelade de in låten, som släpptes som singel år 1996. Några år senare bestämde sig Warner Bros. för att använda covern som ledmotiv till TV-serien Förhäxad.
Under större delen av 1995 och 1996 var läget en aning spänt mellan Love Spit Love och skivbolaget. Det var distributionen som var problemet - kontraktet mellan Terry Ellis och BMG gick ut under slutet av 1994. Ellis behöll kontrakten med de olika banden i hopp om att hitta en distributör. Men under år 1996 gick Imago Records i konkurs och senare samma år fick Love Spit Love kontrakt med Maverick Records. Vid den här tiden ersattes Hillyer av Chris Wilson på bas.
Bandets andra album, Trysome Eatone, släpptes i augusti 1997. Två singlar släpptes från albumet - Long Long Time och Fall on Tears.
Med ett andra album ute bestämde de sig för att ge sig ut på en PR-turné för att marknadsföra albumet. Under återstoden av 90-talet tog de det lugnt, och det blev ganska tyst om dem. Under år 2000 splittrades de officiellt. Samma år bestämde sig Psychedelic Furs för en återförening - nu ingick både Fortus och Ferrer i bandet. Fortus har senare samarbetat med Nena och är även medlem i Guns N' Roses tillsammans med Ferrer.

## Diskografi

### Album
- 1994 - Love Spit Love
- 1997 - Trysome Eatone

### Singlar
- 1994 - Change in the Weather
- 1994 - Am I Wrong
- 1996 - How Soon Is Now?
- 1997 - Long Long Time
- 1997 - Fall on Tears